# Ornithophora
Ornithophora é um género botânico pertencente à família das orquídeas (Orchidaceae). Foi proposto por João Barbosa Rodrigues em Genera et Species Orchidearum Novarum 2: 225, em 1882. A Ornithophora quadricolor Barb.Rodr., hoje Ornithophora radicans (Rchb.f.) Garay & Pabst, anteriormente descrita por Reichenbach como Sigmatostalix radicans é sua espécie tipo. O nome do gênero refere-se ao formato de passarinho em pleno voo que suas flores têm, quando vistas de perfil.

## Distribuição
Trata-se de gênero monotípico (Ornithophora radicans)  natural da Mata Atlântica do sudeste e sul do Brasil, cuja única espécie é epífita, de crescimento escandente.

## Descrição
São plantas de rizoma mais ou menos alongado, bastante radicífero, com raízes aéreas; pseudobulbos algo espaçados, bifoliados, ovóides, lateralmente comprimidos, guarnecidos por diversas Baínhas foliares imbricadas, as internas bem maiores que as externas, porém todas menores que as folhas. Estas são herbáceas, lineares, bastante estreitas, delgadas,  de aparência gramínea. A inflorescência brota das bainhas dos pseudobulbos, é ereta, racemosa, com uma dezena de pequeninas flores espaçadas.
As flores têm as sépalas e pétalas de verde pálido um pouco translúcido, bem abertas, até reflexas, de tamanho e formato parecidos, algo espatuladas. O labelo, tem longo unguiculo sobre o qual existe um calo arredondado, amarelo em duas camadas, que se prolonga em dentículos brancos menos aparentes presentes no disco, este também branco, algo reflexo, com estranho formato como se pode ver nas fotos. A coluna é longa, destacando-se muito, tanto pela cor vinosa, como por estar em posição perpendicular ao resto dos segmentos, mais espessa na base, delgada na seção mediana, alargando-se em duas pequenas aurículas sobre  a cavidade estigmática. antera grande apical.

## Filogenia
Estudos preliminares de filogenia parecem situar este gênero presumivelmente junto à Rodrigueziopsis, com o qual sua vegetação se parece um pouco, inseridos em um clado maior, do qual também fazem parte Rodrigueziella e Gomesa, e um segundo grupo irmão com Baptistonia e algumas secções brasileiras de Oncidium.